# Planaeschna gressitti
Planaeschna gressitti är en trollsländeart som beskrevs av Karube 2002. Planaeschna gressitti ingår i släktet Planaeschna och familjen mosaiktrollsländor. Inga underarter finns listade i Catalogue of Life.